# Список генеральних консулів КНР в Єкатеринбурзі
Нижче наведений список генеральних консулів Китайської Народної Республіки в Єкатеринбурзі, Російська Федерація.

## Список

### З 2006
14 жовтня 2004 року між РФ і КНР була досягнута домовленість про відкриття Генерального консульства в Єкатеринбурзі, яке було офіційно відкрито 25 вересня 2009 року.
| Генеральний консул | Дата призначення | Дата вступу на посаду | Дата звільнення |
| ------------------ | ---------------- | --------------------- | --------------- |
| Сє Цзіньїн         | Квітень 2006     |                       | Квітень 2011    |
| Юань Хенґе         | Червень 2011     | Червень 2011          | Вересень 2013   |
| Тянь Юнсян         | Січень 2014      | 17 січня 2014         | Липень 2016     |
| Ґен Ліпін          | Жовтень 2016     | Жовтень 2016          | Липень 2019     |
| Цуй Шаочунь        | Лютий 2020       | 6 лютого 2020         |                 |